# Zygopabstia veitchii
Zygopabstia veitchii là một loài thực vật có hoa trong họ Lan. Loài này được (J.H. Veitch) Dress miêu tả khoa học đầu tiên năm 1976.